# أوسكار كوند
أوسكار كوند (بالإسبانية: Óscar Conde)‏ هو لاعب كرة قدم فنزويلي، ولد في 6 يونيو 2002 في ماراكاي في فنزويلا.

## وصلات خارجية
- أوسكار كوند على موقع قاعدة بيانات كرة القدم.إي يو (الإنجليزية)
- أوسكار كوند على موقع Soccerway.com (الإنجليزية)